# Murilo
Murilo, auch Murillo, ist ein bewohntes Atoll im Archipel der Karolinen im zentralen Pazifischen Ozean. Politisch gehört es zum Bundesstaat Chuuk der Föderierten Staaten von Mikronesien.

## Geographie
Murilo liegt im Norden des Bundesstaats Chuuk, rund 100 km nordnordöstlich des zentralen Chuuk-Atolls. Es liegt 11 km nordöstlich des Nachbaratolls Nomwin, welches geologisch dem gleichen Seamount entstammt und mit dem es geographisch die Hall Islands bildet. Murilo ist rund 38 km lang, bis zu 19 km breit und weist eine Gesamtfläche von 414 km² auf. Auf dem Saumriff liegen 28 teils sehr kleine Inseln mit einer Landfläche von insgesamt knapp 1,3 km², von denen Murilo im Osten, Ruo im Süden sowie Numurus im Westen die flächenmäßig größten sind. Die Lagune weist eine Fläche von knapp 350 km² auf.

## Verwaltung
Das Atoll gehört zur statistischen Inselregion Oksoritod und dort zur Unterregion Halls. Es umfasst die beiden Gemeinden Murillo im Osten mit 329 Einwohnern und Ruo im Westen des Atolls mit 241 Einwohnern. Das Atoll Murilo hat somit insgesamt 570 Einwohner (Stand: 2010), die die mikronesische Sprache Pááfang sprechen.